# Riudarenes
Riudarenes est une commune située dans la comarque de la Selva, dans la province de Gérone, en Catalogne, Espagne. La commune est connue pour ses paysages naturels, sa proximité avec la Costa Brava, et son patrimoine historique. Avec une population modeste, elle offre un aperçu authentique de la vie rurale catalane,.

## Personnalités
- Gerard Deulofeu Joueur de football au FC Barcelone